# Afshin Ghaffarian
Afshin Ghaffarian (Persa: افشین غفاریان, pronunciación persa: [æfʃiːn-e ɢæˈffɒːɾiːɒːn]; (Mashhad, 1986) es un coreógrafo, director, bailarín y actor, iraní que lidera el grupo "Reformances".

## Biografía
Inició su carrera artística en 1999, en el Centro de Arte Saba. Se diplomó en Cine en la Soûreh high school en Mashhad. En 2004 inició el Bachelor of Artes en Teatro en la universidad privada más importante de Teherán, la Islamic Azad University Central Tehran Branch lo terminó en 2008.
Cuando era estudiante de teatro exploró el mundo de la danza contemporánea y la coreografía con Pina Bausch y Sasha Waltz gracias a los videos de You tube en internet.
A causa de la prohibición de la danza del gobierno iraní junto a otros cuatro compañeros crearon la compañía de danza clandestina Tanatos.
En 2007 organizaron una presentación de Medea en medio del desierto -el único lugar donde podrían realizar libremente la obra- ante quince espectadores. Una historia que recoge la película El bailarín del desierto estrenada en 2014.
En 2008 la compañía clandestina dejó de existir y Afshin decidió unirse a una compañía de teatro autorizada que en ese mismo año fue invitada a presentarse en los escenarios alemanes. Al finalizar la última presentación de Strange but true (Extraño pero cierto) en Berlín, Afshin salió con una pulsera verde en una muestra de apoyo al llamado "Movimiento Verde" de protestas que denunciaron fraude en las elecciones presidenciales de Irán en 2009 , con una mano sobre su boca para simbolizar la represión de la libertad de expresión en el país y formando un signo de victoria con la otra.
Antes que los guardianes iraníes pudieran reaccionar, el bailarín escapó a Francia. Desde que llegó a París, en el 2009, forma parte del Centro Nacional de la Danza (Centre National de la Dance) donde entró a una residencia de investigación para la temporada 2010-2011.
En Francia creó la compañía de baile "Reformances". Allí conoció y empezó a colaborar con Shahrokh Moshkin Ghalam.
En 2010-2011, formó parte del Centro Nacional de Danza donde entró con una residencia de investigación.
Ghaffarian es el fundador en 2010 de la compañía "Reformances" (la unión de las palabras reforma y performance). Su primera creación la llamó Le Cri Persan (El grito Persa).
En 2011 Thomas Lebrun creó para él el solo de coreografía Eh bien je m'en irai loin. También estudió bajo la dirección de Eugenio Barba y Meredith Monk en París.
En 2014, Afshin renunció a su estatuto de refugiado en Francia y decidió regresar a Irán de viaje poniendo fin cinco años de exilio pero sigue viviendo en París. Estudió un año Ciencias Políticas en la Universidad de La Sorbona.
En 2016 participó como actor en un proyecto teatral en Irán.

## El bailarín del desierto
En 2014 se estrenó la película El bailarín del desierto inspirada en su vida y su personaje estuvo interpretado por Reece Ritchie aunque algunas situaciones resultan en opinión de los críticos un tanto estereotipadas.

## Libros, artículos y entrevistas
- (Persa) Thomas Richards. At Work with Grotowski on Physical Actions. Translated by Afshin Ghaffarian. Ghatreh, 2011. ISBN 978-964-341-868-7.
- (Francés) Afshin Ghaffarian, Baptiste Pizzinat. Café Des Réformances. La Compagnie des réformances, 2013. ISBN 9782954430706.
- (Francés) Afshin Ghaffarian. "I condemned myself to exile". La revue 6mois, 2014.
- (Inglés) Afshin Ghaffarian. "Interview with Afshin Ghaffarian: from desert dancer to reformancer…". Reformancers.com, 2015.[7]
- (Inglés) Afshin Ghaffarian. "Interview with PEOPLEFOLIO"[8]